# Квадрицикл

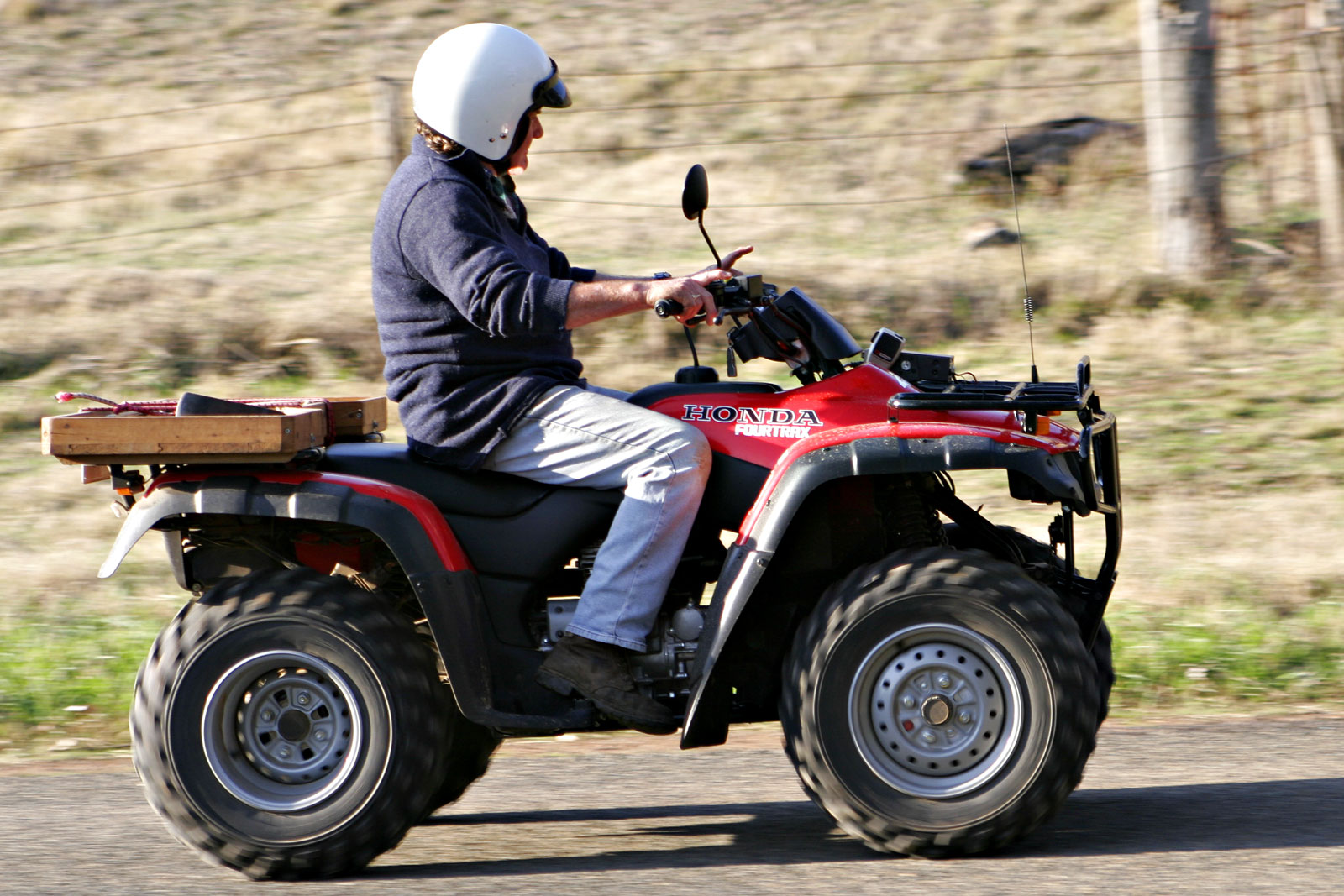
Квадрицикл без кузова («квадроцикл»)

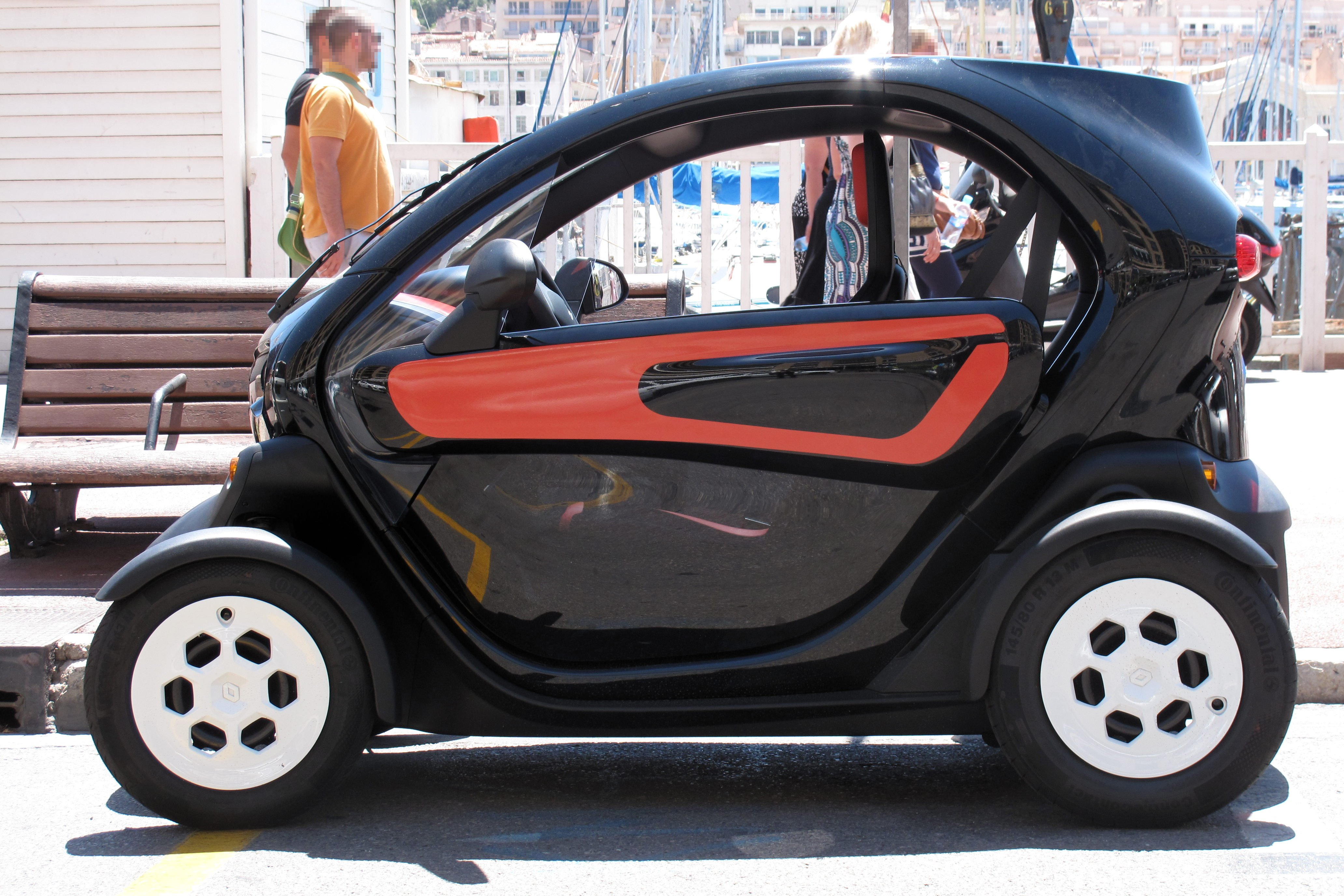
Мотоколяска — квадрицикл с кузовом (категория L7e по классификации ЕЭК ООН)

Квадрици́кл — по российской классификации четырёхколесное мототранспортное средство с максимальной конструктивной скоростью не менее 45 км/ч, максимальной мощностью двигателя не более 15 кВт (ок. 20 л. с.), снаряженной массой не более 400 кг (550 кг — для транспортных средств, предназначенных для перевозки грузов) без массы батарей в случае электрических транспортных средств, предназначенное для эксплуатации на дорогах общего пользования.

## В России
Квадрициклы могут обеспечиваться как паспортами транспортных средств (ПТС), так и Паспортами самоходной машины (ПСМ). Для квадрициклов являются допустимыми органы управления как автомобильного (штурвал, педали), так и мотоциклетного (руль, рычаги) типа. В отношении вредных выбросов с отработанными газами для квадрициклов с двигателями внутреннего сгорания действуют те же стандарты, что и для мотоциклов.

### Квадрициклы и квадроциклы
Квадрициклы — самостоятельная категория четырёхколёсных транспортных средств, предназначенных для движения по дорогам общего пользования, которая, несмотря на сходство названий, лишь отчасти пересекается с другим видом транспорта, известным на постсоветском пространстве под названием «квадроциклы» — четырёхколёсные мототранспортные средства повышенной проходимости без кузова. Наряду с некоторыми «квадроциклами», к категории квадрициклов относятся также мотоколяски, подобные отечественным «инвалидкам» (например С3А из «Операции Ы» или «Кинешма»), японской Daihatsu Midget и французской Renault Twizy, а также другие близкие к ним лёгкие четырёхколёсные транспортные средства. Мотоколяска определяется Государственным стандартом как «квадрицикл с кузовом».
Далее, далеко не все «квадроциклы» в привычном для постсоветского пространства понимании включаются в данную категорию — многие из них подпадают под категорию мотовездеходов (средства мототранспортные четырёхколёсные внедорожные), соответственно, не предназначены к эксплуатации на дорогах общего пользования и не подлежат сертификации и регистрации в органах ГИБДД — их регистрация осуществляется в органах Гостехнадзора на основании паспорта самоходной машины (ПСМ). Разница между квадроциклом, сертифицированным по категории квадрициклов, и мотовездеходом не носит конструктивного характера, она связана главным образом с назначением конкретного транспортного средства. Мотовездеходы не связаны установленными для квадрициклов ограничениями массы и мощности двигателя, поэтому, в частности, модели иностранного производства, в эти рамки не вписывающиеся, обычно попадают именно в эту категорию транспортных средств.

### Управление квадрициклом
Для управления квадрициклом с 5 ноября 2013 года необходимо иметь при себе водительское удостоверение:
- с открытой категорией «М» (мопед) или любой другой — при рабочем объёме двигателя не более 50 см³,

при большем объёме двигателя возможны варианты:
- с открытой категорией «В1» (трициклы и квадрициклы).
- с открытой категорией «А» для квадрициклов с мотоциклетным рулем и посадкой мотоциклетного типа.
- с открытой категорией «В» (автомобили массой до 3,5 тонн и вместимостью не более 8 пассажирских мест), кроме квадрициклов с мотоциклетным рулем и посадкой мотоциклетного типа.
- либо удостоверение тракториста-машиниста категории А1 (внедорожные мототранспортные средства).

## В Европе

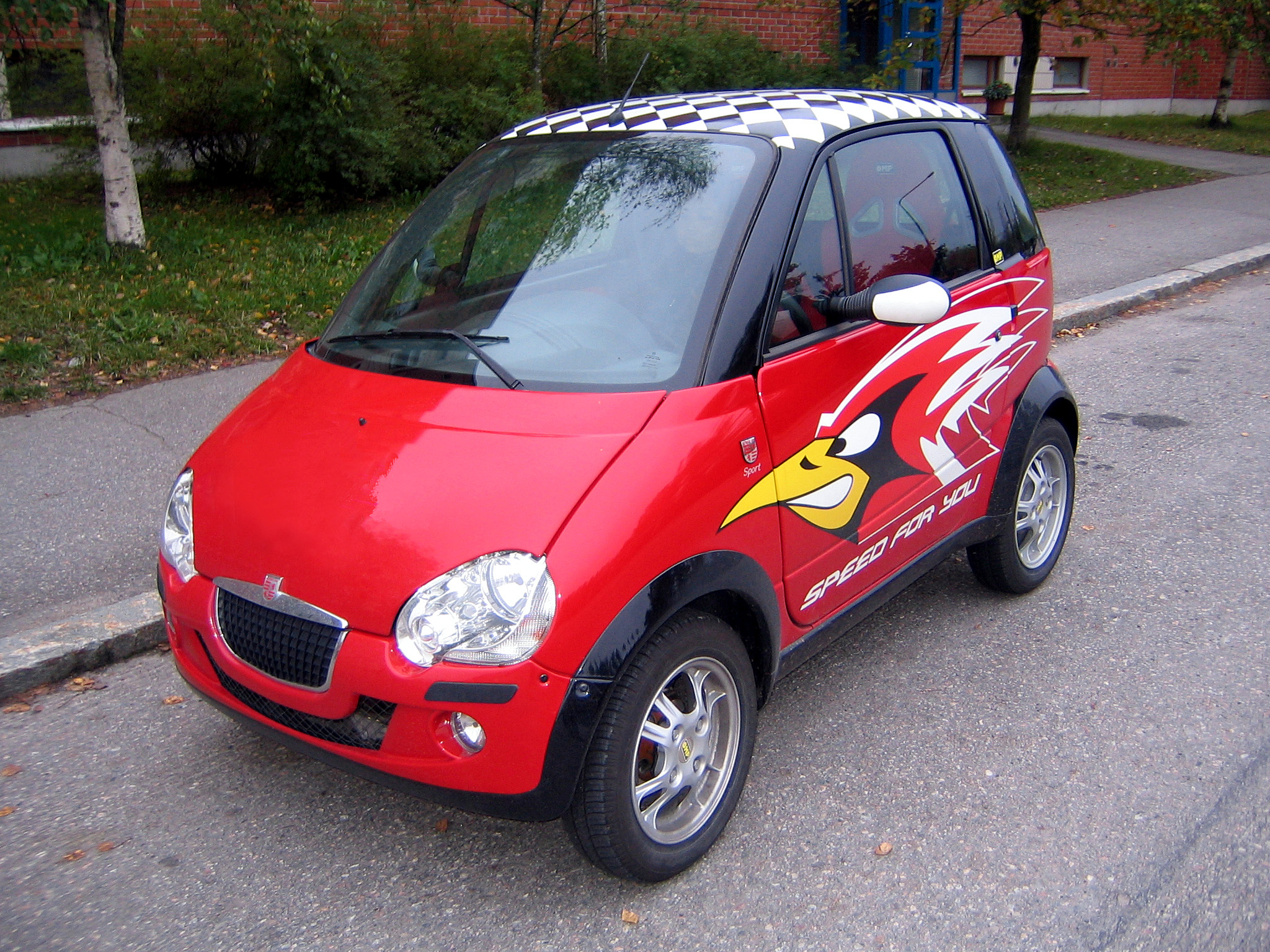
Grecav EKE — итальянский лёгкий квадрицикл (категория L6e) с 505-кубовым дизельным двигателем

В Европе категория квадрициклов введена в первую очередь для того, чтобы законодательно отделить от «полноценных» автомобилей микроавтомобили и мотоколяски, исторически пользовавшиеся в большинстве европейских стран существенными льготами. ЕЭК ООН установлены две категории квадрициклов:
- L6e — лёгкие квадрициклы (Light quadricycles), четырёхколёсные транспортные средства, у которых:
  - снаряжённая масса не превышает 350 кг, без учёта массы батарей для электротранспорта,
  - скорость не превышает 45 км/ч,
  - рабочий объём двигателя не превышает 50 см³ в случае двигателя внутреннего сгорания с принудительным (искровым) зажиганием,
  - либо максимальная мощность двигателя не превосходит 4 кВт для двигателей внутреннего сгорания иных типов (например, дизелей),
  - либо максимальная мощность двигателя при длительной работе не превышает 4 кВт для электродвигателя;
- L7e — квадрициклы (Quadricycles), или иначе — тяжёлые квадрициклы (Heavy quadricycles) — полностью соответствуют принятому в России определению квадрицикла, должны соответствовать требованиям к транспортным средствам категории L5e (трициклы).

Ранее транспортные средства данных категорий были приравнены к мопедам, что было подтверждено Директивой ЕЭК ООН 92/61/EEC от 1992 года. Директива 2002/24/EC от 2002 года впервые ввела разделение квадрициклов на лёгкие и тяжёлые. Наконец, Директивой 2006/126 был предписан единый для всех стран ЕС порядок выдачи водительских прав на управление транспортными средствами категории «лёгкий квадрицикл» и рекомендован минимальный возраст допуска к управлению ими, установленный в 16 лет.